# Индриеви
Индриевите (Indriidae) са семейство лемури – примати от групата на полумаймуните, които се срещат само на о-в Мадагаскар. Семейството включва лемурите индри, авахи или вълнести лемури и сифака.

## Обща характеристика
Индриевите са лемури със средни и големи размери (Индри е най-големият съвременен лемур) и се отличават най-вече с това, че имат с един предкътен зъб по-малко от останалите лемури, лицето им е черно и неокосмено, а крайниците им са силно удължени, особено задните, благодарение на което правят огромни скокове от дърво на дърво. В тази връзка сифаките например са много интересни когато слязат от дърветата, защото на земята се придвижват скачайки изправени с високо вдигнати ръце за да не им пречат.

## Начин на живот и хранене
Индриевите живеят изключително по дърветата, рядко слизат на земята и са вегетарианци – хранят се с листа, плодове и цвят. Както повечето растителноядни бозайници имат голямо сляпо черво, което съдържа бактерия разграждаща целулозата чрез ферментация и така усвояват по-пълноценно растителната храна. Заради бедната си на хранителни вещества диета тези лемури прекарват голяма част от времето си дремейки по дърветата и често могат да бъдат видени как се препичат на слънце. Живеят на малки семейни групи до 15 животни и комуникират помежду си с викове и изражения на лицето. Моногамни са и семейните двойки обикновено остават заедно цял живот. В края на сухия сезон на Мадагаскар, след 4 – 5 месеца бременност, женската ражда едно-единствено малко, което остава в семейството за известно време след като се отбие на 5 – 6 месечна възраст.

## Класификация
Донеотдавна лемурите от род Avahi бяха известни като представители на един-единствен вид: Авахи (Avahi laniger) или вълнест лемур. Впоследствие се отделят вълнестите лемури от Западен Мадагаскар Avahi occidentalis и тези от областта Самбирано Avahi unicolor. На 11 ноември 2005 г. изследователски екип дава официално наименование на нов вид авахи Avahi cleesei, открит още през 1990 г., кръщавайки го на британския актьор Джон Клийз заради неговият принос към опазването на лемурите. През 2006 г. се преразглежда таксономичната класификация на Източните авахи (Avahi laniger) и на базата на генетичен и морфологичен анализ се разграничават като самостоятелни видове Avahi meridionalis и Avahi peyrierasi. Впоследствие от тях се отделят още два нови вида, съответно Avahi ramanantsoavana и Avahi betsileo. Накрая, през 2008 г. към авахите се прибавя още един нов вид: Avahi mooreorum, кръстен на фондацията на Гордън и Бети Мур, Сан Франциско (Gordon and Betty Moore Foundation).
Таксономичната класификация на лемурите от род Propithecus също е все още спорна. Донеотдавна се разграничаваха само два вида: Диадемен сифака (Propithecus diadema) и Обикновен сифака (Propithecus verreauxi) или сифака веро̀. През 1988 г. е описан още един неизвестен дотогава вид: Златокоронован сифака (Propithecus tattersalli). През 2007 г. обаче, се прави изследване на структурата на черепа и зъбите при различните сифаки и на тази база се разграничават 9 или 10 отделни вида, като от Propithecus diadema се отделят смятаните дотогава за подвидове candidus, edwardsi и perrieri, а от Propithecus verreauxi – таксоните coquereli, deckenii и coronatus.
семейство Indriidae – Индриеви
- род Indri – лемури индри
  - Indri indri – Индри
- род Avahi – вълнести лемури авахи
  - Avahi laniger – Източен авахи
  - Avahi meridionalis (Zaramody et al., 2006) – Южен авахи
  - Avahi ramanantsoavanai (Zaramody et al., 2006)
  - Avahi peyrierasi (Zaramody et al., 2006) – Авахи на Пейриера
  - Avahi betsileo (Andriantompohavana et al., 2007) – Бетсилеоски авахи
  - Avahi mooreorum (Lei et al., 2008) – Авахи на Мур
  - Avahi cleesei (Thalmann & Geissmann, 2005) – Авахи на Клийз, бемарахански авахи
  - Avahi occidentalis – Западен авахи
  - Avahi unicolor (Thalmann and Geissmann, 2000) – Самбирански авахи
- род Propithecus – лемури сифака
  - Propithecus diadema – Диадемен сифака
  - Propithecus candidus – Копринен сифака
  - Propithecus edwardsi – Сифака на Милн-Едуардс
  - Propithecus perrieri – Сифака на Перие
  - Propithecus tattersalli (Simons, 1988) – Златокоронован сифака, сифака на Татерсал
  - Propithecus verreauxi – Обикновен сифака, сифака на Веро̀
  - Propithecus coquereli – Сифака на Кокрел
  - Propithecus deckenii – Сифака на Ван дер Декен
  - Propithecus coronatus – Венценосен сифака